# Jużnouralsk
Jużnouralsk (ros. Южноура́льск) – miasto w Rosji, w obwodzie czelabińskim. W 2010 roku liczyło 37 877 mieszkańców.